# Михайло Парашчук
Михайло Иванович Парашчук е украински и български скулптор.

## Биография
Роден е на 16 ноември 1878 г. в село Варваринци, Тернополска област, Украйна (тогава Австро-Унгария). 
Пристига в България в края на лятото на 1921 г. като представител на Международния Червен кръст. Умира в Баня, Карловско, на 24 декември 1963 г.

## Творчество

### Обекти в София
Парашчук е оставил своя отпечатък върху много сгради в София. Сред тях са:
- Фасадата на Народната библиотека „Св. св. Кирил и Методий“. [1]
- Капители за пиластрите на бившия Партиен дом сега сграда на Народното събрание.
- Художественото оформяне на Военната академия „Г. С. Раковски“ - релефи по сюжети от българската история във входното антре.
- Министерство на отбраната – парадното стълбище с двете лъвчета на парапета, коридорите, вратата на зала „Тържествена“.
- Съдебната палата – орнаментирани рамки на парадните врати.
- Сградата на БНБ – декоративните мотиви с лъвове на „потъващите“ врати и зодиакалния часовник в оперативната зала, разкошния хол на втория етаж с колоните и капителите.
- Орнаменталните дъги над входа на Ректората на Софийския университет „Св. Климент Охридски“. [2]

### Обекти в страната
- Художественото оформление на Дунав мост
- Барелефът на Алеко Константинов в град Пазарджик[3]. Проекта за паметника е дарен от арх. Костадин Мумджиев[4].
- Зданието на Централната поща в град Варна.[5]

## Признание
- Посмъртно е награден с орден „Кирил и Методий“ I степен.
- На професор Михайло Парашчук е наречена улица в квартал „Овча купел“ в София (Карта).
- През 1983 г. Военната киностудия прави за него документалния филм „Разрешително за временно пребиваване“.
- През 1998 г. Вежди Рашидов извайва безвъзмездно паметник на гроба на Парашчук. Година по-късно бюстът е откраднат.[2]